# کوه سوانزی
کوه سوانزی (به انگلیسی: Mount Swanzy) یک کوه در کانادا است که در بریتیش کلمبیا واقع شده‌است. کوه سوانزی ۲٬۸۹۱ متر بالاتر از سطح دریا واقع شده‌است.